# Штефан Ульм
Штефан Ульм (нім. Stefan Ulm; 21 грудня 1975, Берлін) — німецький весляр-байдарочник, виступав за збірну Німеччини у другій половині 1990-х — першій половині 2000-х років. Срібний призер літніх Олімпійських ігор у Сіднеї та Афінах, п'ятиразовий чемпіон світу, дворазовий чемпіон Європи, багаторазовий переможець та призер першостей національного значення.

## Життєпис
Штефан Ульм народився 21 грудня 1975 року в Берліні, в тій частині міста, яка належала до Східної Німеччини. Активно займатися веслуванням на байдарці почав у ранньому дитинстві, проходив підготовку в місцевому спортивному клубі «Берлін-Грюнау» під керівництвом тренера Йозефа Капоусека.
Першого серйозного успіху на дорослому міжнародному рівні досягнув у сезоні 1997 року, коли потрапив до основного складу німецької національної збірної і побував на чемпіонаті світу в канадському Дартмуті, звідки привіз золоту нагороду — в четвірках виграв на дистанції 1000 метрів. Рік по тому на світовій першості в угорському Сегеді здобув перемогу відразу на двох дистанціях байдарок-четвірок — на 500 і 1000 м. Ще через рік на аналогічних змаганнях у Мілані захистив чемпіонське звання в четвірках на п'ятистах метрах, однак на тисячі змушений був задовольнятися сріблом, у вирішальному заїзді програв команді Угорщини.
2000 року Ульм дебютував у заліку європейських першостей, на турнірі в польській Познані здобув дві золоті медалі в заїздах на кілометр і півкілометра. Бувши одним з лідерів німецької національної збірної, успішно пройшов кваліфікацію на літні Олімпійські ігри в Сіднеї, де у складі екіпажу Яна Шефера, Марка Цабеля і Б'єрна Баха в кілометровій програмі четвірок став срібним призером — у фіналі їх знову випередили угорці.
На чемпіонаті Європи 2001 року в Мілані в складі четвірок на тисячі метрів Ульм взяв срібло, а пізніше в тій самій дисципліні завоював золото на чемпіонаті світу в Познані, ставши таким чином п'ятиразовим чемпіоном світу. Наступного сезону здобув срібну медаль на світовій першості в іспанській Севільї, в четвірках на дистанції 1000 метрів обігнав всі екіпажі крім збірної Словаччини. Потім на чемпіонаті світу 2003 року в американському Гейнсвіллі показав у тій самій дисципліні третій результат, першою і другою були збірні Словаччини та Угорщини відповідно.
По закінченні олімпійського циклу вирушив на Олімпійські ігри 2004 року в Афіни, де в четвірках за участю Андреаса Іле, Марка Цабеля і Б'єрна Баха додав до послужного списку ще одну срібну медаль на кілометровій дистанції — у вирішальному заїзді вони боролися з головними своїми конкурентами угорцями, але в підсумку фінішували другими.
Невдовзі після афінської Олімпіади, у 2005 році, Штефан Ульм офіційно оголосив про завершення кар'єри професійного спортсмена і перейшов на тренерську роботу. Тренував молодих веслярів у національному навчальному центрі Дуйсбурга, входив до складу асоціації каное Німеччині, брав участь у підготовці національної збірної країни. 
Одружений з німецькою весляркою-байдарочницею Уте Пісман.